# Optus
SingTel Optus Pty Limited é a segunda maior empresa de telecomunicação na Austrália, e é uma subsidiária integral da Singapore Telecommunications (ASX: SGT). A empresa roda principalmente em torno da marca Optus, mantendo outras várias marcas subsidiárias, como Virgin Mobile Australia e Boost Mobile no mercado de telefonia móvel, Uecomm no ramo de serviços de rede e Alphawest no setor de serviços TIC. Ela é a segunda maior operadora por wireless da Austrália, com 10.5 milhões de usuários em 2019.
Na prestação de serviços, a Optus gere e opera a infraestrutura de rede própria, bem como utiliza serviços de outrem, principalmente da Telstra. Providencia serviços diretamente a consumidores finais e também atua como um representante de outras redes de serviços, como a Exetel e a Amaysim. Através de sua marca OptusNet, fornece banda larga, sem fios e serviços de ligação à Internet. 
A empresa se chamava Aussat Pty Limited antes da privatização, então foi renomeada para Optus Communications Pty Limited. Então, passou pelos nomes Cable & Wireless Optus Pty Limited, Cable & Wireless Optus Limited e SingTel Optus Limited, até receber seu nome atual.
A Optus opera em quatro áreas principais: telefones móveis, negócios, atacado e multimídia.

## História

### AUSSAT e a desregulamentação
A Optus nasceu em 1981 como uma empresa estatal australiana chamada AUSSAT Pty Limited. Em 1982, ela escolheu o modelo Boeing 376 para os seus primeiros satélites. O primeiro lançamento foi em agosto de 1985, com o AUSSAT A1. Os satélites da estatal eram usados para comunicações civis e militares, e entregava sinal de televisão para comunidades remotas no Outback.
Com a AUSSAT tendo prejuizo e com as tentativas de desregulamentar as telecomunicações na Austrália, o governo decidiu vender a estatal junto com uma licença para operar na área. Ela foi vendida para a Optus Communications, um consórcio que incluia:
- a logística da empresa Mayne Nickless (24,99%)[7]
- a empresa britânica de telecomunicações Cable & Wireless (24,50%)
- a empresa americana de telecomunicações Bellsouth (24,50%)
- AIDC Limited (10,00%)
- a empresa de investimentos e seguros AMP Limited (10,00%)
- a empresa de investimentos National Mutual (6,02%)

A empresa resultante foi criada para competir com a empresa estatal Telecom Australia, conhecida hoje como Telstra.

## Subsidiárias
Uma série de subsidiárias notáveis são operadas na Austrália, como parte do grupo SingTel Optus. Estas são as seguintes:
- Tecnologia da Informação e Serviços de Rede
  - Alphawest
  - Uecomm
- Telefonia Móvel
  - SIMplus
  - Virgin Mobile Australia

Até 20 de janeiro de 2013, a Optus vendia serviços de telefonia móvel com a marca Boost Mobile.
A Optus também tem uma participação de 50% na extinta OPEL Networks.

## Ciberataque
O Ciberataque à Optus foi um dos maiores roubos de dados móveis da história da Austrália, que foi revelado ao público no dia 23 de setembro de 2022, quando a diretora da empresa, Kelly Bayer Rosmarin, ter anunciado publicamente que 9.8 milhões de usuários foram atingidos, apesar de ter corrigido o número para 1.2 milhões de usuários, além de outros 900 mil que tiveram dados desatualizados roubados. A Optus, junto com a Polícia Federal Australiana e outros órgãos governamentais, lançaram a Operation Guardian para investigar o caso. O FBI também está ajudando no caso.
O ataque gerou uma série de repercussões políticas na Austrália. O país já havia visto o aumento dos ataques virtuais nos últimos anos, que levou a uma preocupação sobre a cibersegurança australiana. Também, está em discussão uma possível modificação nas leis de metadados do país, para que as penas para os ataques sejam endurecidas e as empresas não possam pegar dados generalizados e mantê-los por tempo inderteminado. Além disso, surgiram preocupações com as eleições da Tasmânia, por seu atraso tecnológico comparado aos outros estados. Outras discussões são o possível impacto em sistemas e equipamentos militares e o custo gerado pela emissão de novos documentos.
Inicialmente, um usuário do fórum da dark web, BreachForums, anunciou que venderia os dados caso a Optus não pagasse AU$ 1.53 milhões e liberou os dados de 10 mil pessoas como provas. Porém, ele recuou, dizendo que roubou dados de apenas 10.200 pessoas e que não os venderia mais por conta da atenção que o caso estava recebendo.